# Giuseppe Allevi
Giuseppe Allevi (Piacenza, 1603 – Piacenza, 18 luglio 1670) è stato un musicista italiano.

## Biografia
Maestro di cappella a Piacenza, lasciò (1654) Composizioni sacre da 2 a 4 voci, per organo e violini.